# Macrolabis viciae
Macrolabis viciae är en tvåvingeart som beskrevs av Pavel Lehr 2001. Macrolabis viciae ingår i släktet Macrolabis och familjen gallmyggor. Inga underarter finns listade i Catalogue of Life.